# أمالي أحمد بن عيسى
كتاب العلوم الشهير بأمالي أحمد بن عيسى،جمعه محمد بن منصور المرادي (ت290هـ تقريبا/ 905م)،هو من كتب الاحاديث النبوية،تأتي أهمية هذا الكتاب أنه من أمهات كتب الحديث لدى الزيدية وهو عند الزيدية بمنزلة البخاري لدى السنة.

## ما اشتمل عليه الكتاب
- كتاب الطهارة.
- كتاب الصلاة.
- كتاب الصيام.
- كتاب الحج.
- كتاب الجنائز.
- كتاب النكاح.
- كتاب الطلاق.
- كتاب البيوع.
- كتاب الحدود.
- كتاب تحريم المسكر.
- كتاب الصيد.
- مسائل لأبي عبد الله في التفسير وغيرها، كتاب الزهد والآداب.

## مؤلف الكتاب
أحمد بن عيسى بن زيد بن علي بن الحسين بن علي بن أبي طالب، أبو عبد الله، فقيه آل محمد، أحد أئمة الإسلام، وأعلام أهل البيت .
مولده: ولد سنة 157 هـ،
إمامته: دعا سنة 185هـ بعبدان من ناحية البصرة، وبويع له هناك، فبلغ الأمر هارون الرشيد ،وأرسل إليه من يحبسه وأخذ في سفينة، فهرب أحمد بن عيسى منها، وبقي مختفياً في البصرة حتى توفي سنة 247هـ عن 89 عاماً.

## جامع الكتاب
هو محمد بن منصور بن يزيد المرادي، أبو جعفر، الكوفي، المقري، أحد الأعلام المعمرين إمام، حافظ، محدِّث، مسند، من رجال الزيدية في العراق، وأخص علماء الزيدية بالقاسم بن إبراهيم وأكثرهم رواية عنه، وتتلمذ على أيدي أئمَّة آل البيت، كما تخرج عليه جماعة منهم، وصحب ا القاسم بن إبراهيم الرسي 25 سنة وحج مع أحمد بن عيسى نيفاً وعشرين حجة، عاش متستراً بعيداً عن الأضواء، عاكفاً على نشر العلم، وسماع الحديث، والتأليف، فخلف تراثاً فكرياً زاخراً، وتعمر طويلاً قرابة قرن ونصف من الزمان في الأقرب ترجيحاً بين الرويات، ولعل وفاته ما بين سنتي (290 ـ 300هـ) وهو جامع تفسير غريب القرآن لزيد بن علي .
ومن مؤلفاته: كتاب في التفسير، وكتاب الذكر، وكتاب المناهي، وغيرها من المؤلفات.